# Charles Mengin

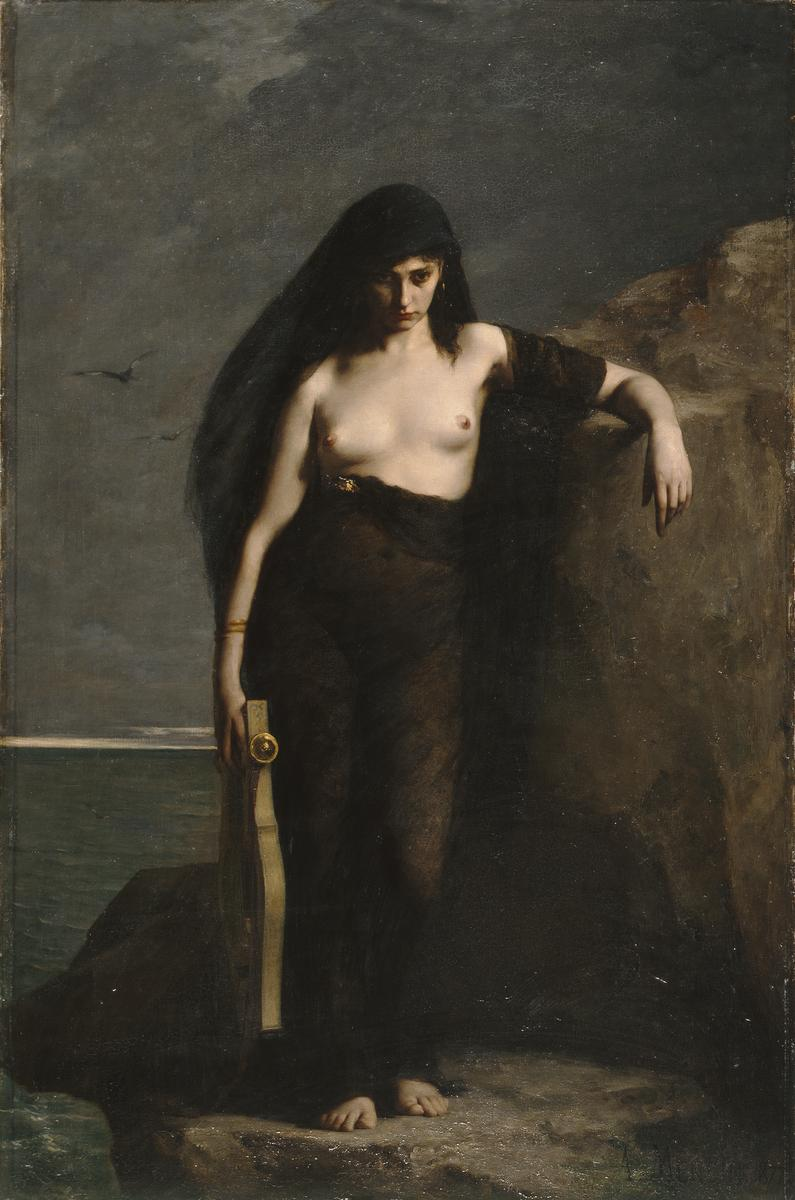
Sappho, de Charles Mengin (1877) Manchester Art Gallery, UK

Charles August Mengin (París, 1853 - 3 d'abril de 1933) va ser un pintor francès del moviment de l'art acadèmic.
Va néixer a París, França, i va ser educat per Gecko i Alexandre Cabanel. Mengin va exhibir per primera vegada en el Saló de París el 1876. És conegut per la seva pintura de Safo, ara en la col·lecció de la Galeria d'Art de Manchester.